# Georg Volkens
Georg Ludwig August Volkens (født 13. juli 1855 i Berlin, død 10. januar 1917 sammesteds) var en tysk botaniker. 
Volkens, der i 1882 blev Dr. phil., har især beskæftiget sig med planternes anatomiske bygning i forhold til de dem omgivende kår; hans første arbejder behandler anatomisk-fysiologiske emner, således: Zur Kenntniss der Beziehungen zwischen Standort und anatomischen Bau der Vegetationsorgane (1884) og især det højst interessante arbejde, der var frugten af en rejse til Ægypten: Die Flora der ägyptisch-arabischen Wüste auf Grundlage anatomisch-physiologischen Forschungen der gesteilt (1887). I 1892—94 drog Volkens til Kilimanjaro, og fra denne rejse foreligger værket Der Kilima-Ndsharo (1897). Volkens, der i 1887 var blevet ansat som docent i fysiologi ved Universitetet i Berlin og 1889 ansat ved dets botaniske museum samt i 1895 fik titel af professor, gav sig i de senere år af sit liv mere af med systematiske undersøgelser og studier over kolonialplanter. 1899—1900 rejste han til Carolinerne og Marianerne, og i 1901 til Java. Fra disse rejser foreligger forskellige publikationer.